# ウーマン・オン・トップ
『ウーマン・オン・トップ』（Woman on Top）は、2000年のアメリカ合衆国のロマンティック・コメディ映画。監督はフィナ・トレス、出演はペネロペ・クルスとムリロ・ベニチオなど。夫に浮気されたことをきっかけに故郷を飛び出し、サンフランシスコにやってきたセクシーな女性料理人を描いている。ペネロペ・クルスのハリウッド映画初主演作である。

## ストーリー
ブラジルで生まれ育ったイザベラはどんな乗り物でも乗り物酔いしてしまうなど身体が弱かったことから、幼い頃から同年代の子供たちと遊ぶことがなかった。その代わりに家で料理を学び、男の身も心もとろけさせる料理を作れる美女に成長した。そんな彼女は互いに一目惚れしたハンサムな青年トニーニョと結婚。彼の店でシェフとして働く。
しかし、シェフとして裏方に徹するイザベラに対し、店の看板として派手に振る舞うトニーニョにイザベラは徐々に不満を抱くようになる。
一方、セックスをはじめ、何事にもリードを取りたがるイザベラにトニーニョの不満が爆発。出来心で浮気をしてしまう。
その現場を目撃したイザベラは荷物をまとめ、幼なじみで黒人のトランスジェンダーであるモニカが住むサンフランシスコに向かう。
心機一転、イザベラはサンフランシスコで料理学校の講師として働き始めるが、トニーニョを忘れられず、どうしても仕事に身が入らない。
そこで海の女神に捧げ物をして二度とトニーニョを愛さないようにまじないをかける。
トニーニョを振り切ったイザベラは女性としての魅力を爆発させる。そんなイザベラに一目惚れしたテレビ・プロデューサーのクリフは、彼女による料理ショー番組を企画。番組は彼女のセクシーな魅力で人気となり、イザベラは一躍スターとなる。
そこにトニーニョが現れ、イザベラに復縁を迫るが、彼女は断固拒否する。それでもトニーニョがしつこく迫り、番組にまで乱入すると、その際のトニーニョの甘い歌声を気に入ったクリフの上司が、トニーニョをイザベラの番組に使うことを決めてしまう。
番組の人気は上昇するが、イザベラを巡るトニーニョとクリフの三角関係は膠着する。イザベラはクリフとの新しい恋を考えるが、トニーニョの存在がどうしてもそれを阻んでしまうのだ。
そんなある日、キー局の上層部が番組を見学に来ることになる。上手く行けば全米での放送が決まるとあって、番組スタッフは落ち着きをなくす。しかし、番組を「全米向け」にするためにイザベラの衣装や食材も「アメリカ風」に変えられ、助手を務めてくれているモニカまでクビにするという上層部に怒ったイザベラは、そのまま番組を辞めてしまう。そして改めてトニーニョの存在の大きさに気付いたイザベラは海の女神にまじないを解いてもらおうと捧げ物するが失敗する。
番組を降板したイザベラがスタジオで荷物を片付けていると、そこにトニーニョが現れる。そこで2人で一緒に料理をし始めると、突然海の女神のまじないが解け、イザベラはトニーニョへの愛を取り戻す。その後 2人はブラジルに戻り、新しい店を「対等なパートナー」として切り盛りする。そこには恋人同士になったモニカとクリフの姿もあった。

## キャスト
イザベラ・オリヴェイラ
演 - ペネロペ・クルス、日本語吹替 - 山像かおり
どんな乗り物でも乗り物酔いしてしまう料理の得意な美女。
トニーニョ・オリヴェイラ
演 - ムリロ・ベニチオ、日本語吹替 - 松本保典
歌の得意なイザベラの夫。
モニカ・ジョーンズ
演 - ハロルド・ペリノー・ジュニア、日本語吹替 - 内田直哉
イザベラの幼なじみの黒人のトランスジェンダー。イザベラの助手として料理ショーに出演する。
クリフ・ロイド
演 - マーク・フォイアスタイン、日本語吹替 - 堀内賢雄
テレビ・プロデューサー。一目惚れしたイザベラによる料理ショーを企画する。
アレックス・リーヴス
演 - ジョン・デ・ランシー、日本語吹替 - 玄田哲章
クリフの上司。

## 作品の評価
Rotten Tomatoesによれば、批評家の一致した見解は「ペネロペ・クルスの美しさと魅力にもかかわらず、この映画はロマンスというにはあまりにも熱気がなく、あまりにもくだらなくて真実味がない。そして、この映画は責任逃れをしているようにしか見えない結末で満足させようとしすぎている。」であり、99件の評論のうち高評価は34%にあたる34件で、平均点は10点満点中4.80点となっている。
Metacriticによれば、31件の評論のうち、高評価は9件、賛否混在は13件、低評価は9件で、平均点は100点満点中41点となっている。